# Ruth Núñez

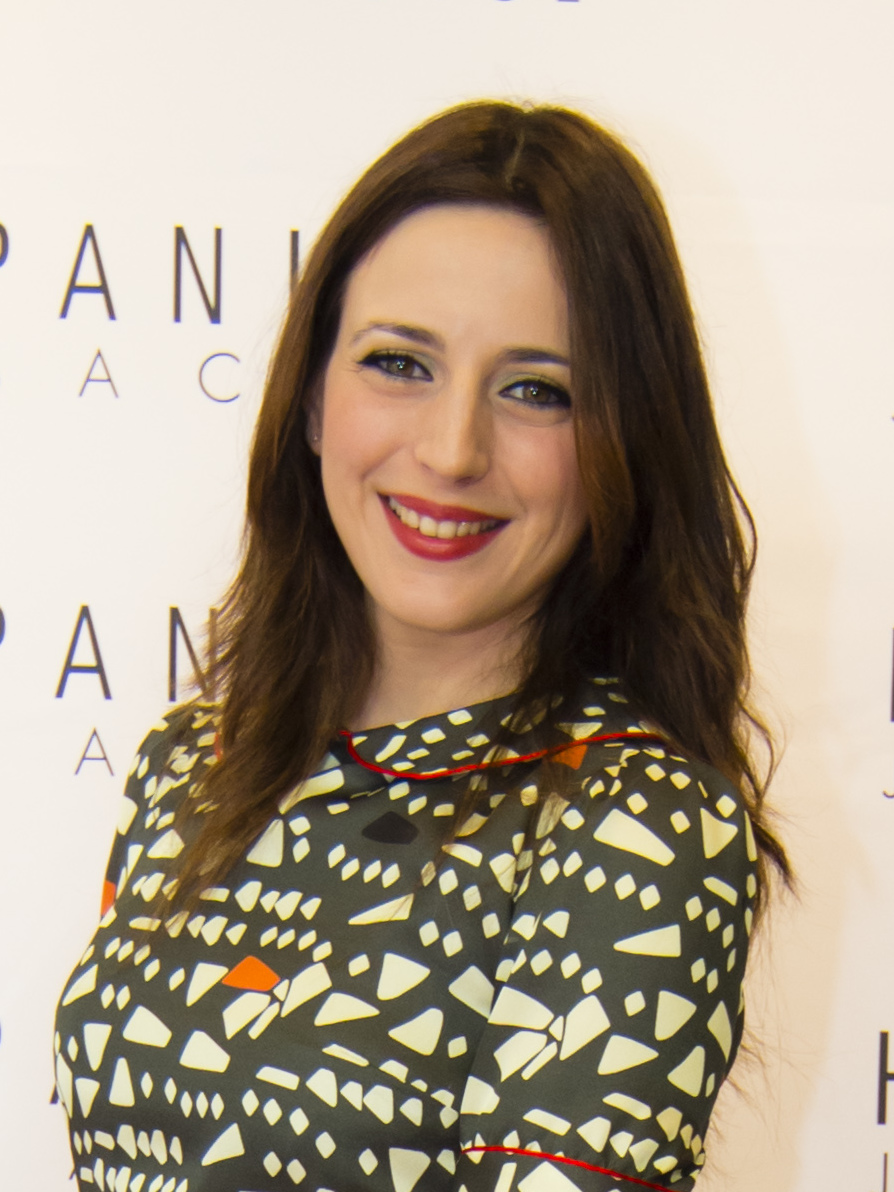
Ruth Núñez (2016).

Ruth Núñez (* 7. April 1979 in Madrid) ist eine spanische Schauspielerin.

## Leben
Ruth Núñez besuchte die Schule El Montacargas in der sie eine komplette Schauspielausbildung erhielt und beschloss Schauspielerin zu werden, sobald sie ihren High-School-Abschluss gemacht hatte. Sie hatte ihr Filmdebüt im Jahr 1998 in einer Folge der Serie Periodistas. Schon früh hat sie ebenfalls als Darstellerin im Theater mitgewirkt und erschien in dem Film Yoyes erstmals auch auf der Kinoleinwand. Sie war in mehreren Fernsehserien zu sehen und trat in Kurzfilmen als Hauptdarstellerin auf.
Núñez wurde durch ihre Rollen in Fernsehserien als Compañeros oder Yo soy Bea bekannt.

## Filmografie
Fernsehserien
- 1999–2002: Compañeros (42 Folgen)
- 1998: Periodistas (Folge: El sospechoso de siempre)
- 2000: Hospital Central (Folge: Fuera de juego)
- 2002: Policías, en el corazón de la calle (3 Folgen)
- 2003: El Pantano (9 Folgen)
- 2004: El Comisario (Folge: Grito mudo)
- 2006–2008: Yo soy Bea (263 Folgen)
- 2012–: Frágiles (6 Folgen)

Filme
- 2000: Yoyes – Regie: Helena Taberna
- 2000: Adiós con el corazón – Regie: José Luis García Sánchez
- 2001: No te fallaré – Regie: Manuel Ríos San Martín

Kurzfilme
- 1999: Lencería de ocasión – Regie: Teresa Marcos
- 2003: Dejavu – Regie: Jesús García
- 2004: NotamotoF – Regie: Rubén Coca

## Theater
- 2001: Dark Dreams Club
- 2001: Cangrejos de pared von Alfonso Vallejo
- 2002: La enfermedad de la juventud von Ferdinand Bruckner
- 2009: Romeo und Julia (Dirigent: Will Keen) nach William Shakespeare.[2]
- 2010/2011: Monologos de la vagina von Eve Ensler